# Umma declivium
Umma declivium är en trollsländeart som beskrevs av W. Foerster 1906. Umma declivium ingår i släktet Umma och familjen jungfrusländor. IUCN kategoriserar arten globalt som sårbar. Inga underarter finns listade i Catalogue of Life.